# Đồi cát Quang Phú
Đồi cát Quang Phú là một ngọn đồi nằm ở xã Quang Phú, giáp xã Nhân Trạch, huyện Bố Trạch, cách trung tâm thành phố Đồng Hới khoảng 10 km về phía Đông Bắc.

## Du lịch
Đến đồi cát Quang Phú du khách sẽ được trải nghiệm trò chơi trượt cát, ngắm bình minh và hoàng hôn. Điều đặc biệt là đồi cát Quang Phú hoàn toàn miễn phí cho du khách.
Đồi cát Quang phú được Quảng Bình Travel đưa vào hoạt động năm 2014. Từ một điểm đến ít sự quan tâm của du khách đến nay đồi cát Quang Phú là điểm đến không thể bỏ qua của du khách khi đến Quảng Bình. Năm 2017 đồi cát Quang Phú được lựa chọn là một trong những điểm tổ chức cuộc thi của Hoa hậu hòa Bình thế giới. Từ đó đến nay đã thu hút nhiều du khách đến trải nghiệm.